# Magonia (film)
Magonia è un film del 2001 diretto da Ineke Smits.

## Riconoscimenti
- 2002 - International Istanbul Film Festival
  - Tulipano d'Oro